# Ronde van Frankrijk 2020/Eenentwintigste etappe
De eenentwintigste etappe van de Ronde van Frankrijk 2020 werd verreden op 20 september met start in Mantes-la-Jolie en finish op de Champs Élysées in Parijs. 
| Mantes-la-Jolie – Parijs (Champs Élysées) (122,0 km) |                    |                          |          |
| Plaats                                               | Naam               | Ploeg                    | Tijd     |
| 1                                                    | Sam Bennett        | Deceuninck–Quick-Step    | 2u53'32" |
| 2                                                    | Mads Pedersen      | Trek-Segafredo           | z.t.     |
| 3                                                    | Peter Sagan        | BORA-hansgrohe           | z.t.     |
| 4                                                    | Alexander Kristoff | UAE Team Emirates        | z.t.     |
| 5                                                    | Elia Viviani       | Cofidis                  | z.t.     |
| 6                                                    | Wout van Aert      | Team Jumbo-Visma         | z.t.     |
| 7                                                    | Caleb Ewan         | Lotto Soudal             | z.t.     |
| 8                                                    | Hugo Hofstetter    | Israel Start-Up Nation   | z.t.     |
| 9                                                    | Bryan Coquard      | B&B Hotels-Vital Concept | z.t.     |
| 10                                                   | Max Walscheid      | NTT Pro Cycling          | z.t.     |
|                                                      |                    |                          |          |
| 18                                                   | Cees Bol           | Team Sunweb              | z.t.     |

| Algemeen klassement |                    |                    |            |
| Plaats              | Naam               | Ploeg              | Tijd       |
| Gele trui           | Tadej Pogačar      | UAE Team Emirates  | 87u20'05"  |
| 2                   | Primož Roglič      | Team Jumbo-Visma   | + 59"      |
| 3                   | Richie Porte       | Trek-Segafredo     | + 3'30"    |
| 4                   | Mikel Landa        | Bahrain McLaren    | + 5'58"    |
| 5                   | Enric Mas          | Movistar Team      | + 6'07"    |
| 6                   | Miguel Ángel López | Astana Pro Team    | + 6'47"    |
| 7                   | Tom Dumoulin       | Team Jumbo-Visma   | + 7'48"    |
| 8                   | Rigoberto Urán     | EF Education First | + 8'02"    |
| 9                   | Adam Yates         | Mitchelton-Scott   | + 9'25"    |
| 10                  | Damiano Caruso     | Bahrain McLaren    | + 14'03"   |
|                     |                    |                    |            |
| 20                  | Wout van Aert      | Team Jumbo-Visma   | + 1u20'31" |

1e etappe ·
2e etappe ·
3e etappe ·
4e etappe ·
5e etappe ·
6e etappe ·
7e etappe ·
8e etappe ·
9e etappe ·
10e etappe ·
11e etappe ·
12e etappe ·
13e etappe ·
14e etappe ·
15e etappe ·
16e etappe ·
17e etappe ·
18e etappe ·
19e etappe ·
20e etappe ·
21e etappe
Startlijst · Eindstanden · Afbeeldingen